# 阪神急行電鉄
阪神急行電鉄（ はんしんきゅうこうでんてつ ）は、1918年2月から1943年9月にかけて存在した、阪急阪神ホールディングスの前身となる鉄道事業者。現在の阪急電鉄各線のうち、神宝線（京都線系統を除く路線）に当たる地域の路線を完成させた会社である。
本稿では、阪神急行電鉄を名乗っていた時代の歴史について主に述べる。前身となる箕面有馬電気軌道については、そちらを参照のこと。また、後の京阪神急行電鉄については阪急電鉄を参照のこと。

## 概要

### 都市間電車への脱皮
現在の阪急の直系母体であり、小林一三率いる箕面有馬電気軌道（箕有電車）は1910年、梅田駅 - 宝塚駅・箕面駅間で軌道法に基づく電車の運行を開始した。この路線は現在の阪急宝塚本線・阪急箕面線であるが、先行して開業していた阪神電気鉄道（現在の本線）・京浜電気鉄道（現在の京浜急行電鉄本線）などと異なり、2つの大都市間を結ぶ路線（インターアーバン）ではなく、主に大阪郊外の田園地帯を走る田舎の鉄道路線であった。そのため開業前は「ミミズ電車」と揶揄された。
小林はその沿線において、現在の複合型私鉄経営の原型となる沿線開発（住宅地・行楽地開発）を行うなどし、乗客数を大きく伸ばすことに成功した。しかし将来の発展性を見越した場合、単なる郊外電車では限界があるとして、開業から間もなくしたころ商都大阪と貿易港のある神戸という、近畿地方において当時重要視された二大都市間を結ぶ輸送に参入することを決定した。

### 灘循環電気軌道買収
しかし前述したように、この区間には日本初のインターアーバンである阪神電気鉄道本線が1905年に開業しており、1874年に開通した鉄道院東海道本線（現在の通称：JR神戸線）より乗客の多くを奪うことに成功していた。そのため、これと並行する軌道敷設特許を確保するのには、様々な障害を乗り越える必要があった。
1907年、灘循環電気軌道という会社が神戸市の葺合（現在の中央区）より精道・西宮・御影と、東海道本線の北側および南側を通って神戸市南本町通に至る、神戸と西宮を結ぶU字形の路線を敷設するための特許を申請した。うち、阪神本線と競合しない熊内橋通から芝村までの区間について、1912年に特許が認められた。箕面有馬電気軌道（以下、箕有とする）では、これと路線を接続させる形で、阪神間の輸送に参入する構想を描いた。
しかし競合を避けたい阪神電気鉄道も、この灘循環電気軌道の計画には強い関心を抱いていた。箕有はそんな中、灘循環電気軌道を自身の主導下で設立させると共に、自社が工事に取り掛かっていた宝塚 - 門戸厄神 - 西宮（現在の香櫨園駅辺り）間の予定線（西宝線）に接続し、中間にある伊丹の発展を促すという名目で、十三から伊丹を経て門戸厄神に至る区間（十三線）の特許を1913年2月20日に取得することに成功した。
箕有では特許の収得後、3月16日に十三から伊丹を経由せず塚口経由で門戸厄神まで抜けるルートへの変更申請を行っている。しかしこれには翌年1月、明らかに特許申請時と目的が異なっていることから認めない判定が下され、結局は申請時のルートで箕有は1915年4月、十三線の施工認可を受けた。
だがその直前の1914年、箕有社長の岩下清周が頭取を兼任していた箕有の大株主である北浜銀行が、大阪電気軌道・大林組への融資焦げ付きもあって破綻し、箕有が負債の担保として預けていた灘循環電気軌道の株式を同行整理にあたって売却する方針が立てられた。北浜銀行の重役には、阪神電気鉄道の専務を勤めていた今西林三郎もおり、事態は阪神電気鉄道が灘循環電気軌道の株を買収する情勢となった。
箕有と小林にとっては危機というべき事態であったが、小林は阪神に対して「灘循環電気軌道の買収を行うのであれば、十三線敷設のために要した準備費用を補償せよ」「それができないのなら免許線を阪神・箕有の共同経営とするか、箕有による買収を認可せよ」と交渉、阪神では箕有の資本力が小さいことから、この第一次世界大戦勃発直後に起こった恐慌下では買収は不可能だろうと考え、買収の意思がないことを箕有に伝えた。箕有は1916年4月に臨時株主総会を開催し、灘循環電気軌道の買収、その特許線と十三線との結合を決議する。阪神電気鉄道はこれに対し、総会無効の訴訟提出、用地買収の妨害といった活動に出た。
しかし訴訟は1918年12月に阪神の敗北という形で決着がつき、計画における最大の問題であった建設資金に関しても、大戦景気を受けて増資・借用という形で確保することができた。その他、資材価格の高騰という問題はあったものの、ようやく計画は前進することになったのである。
箕有は1917年6月1日、十三線の計画を阪神間の競争を行うに当たって優位にすべく、再び南側ルートへの変更申請を行った。これに対しては、伊丹などから「約束反故」だとして抗議の声が上がったものの、結局は「塚口を経由し、そこから伊丹まで支線を敷設すること」を条件にして8月29日に認可が下った。

### 阪神急行電鉄という社名
箕面有馬電気軌道は1918年（大正7年）2月4日、社名を阪神急行電鉄と改めた。社名に「急行」を入れたのは、阪神電車より速いことをアピールするためである。その通称は「阪神急行」や「阪急」となり、現在では正式社名にまで用いられるほどになった後者の呼び名は、この時生まれたという点で特筆される。
なお、正式社名を「電気鉄道」の略称である「電鉄」としたり、既存の阪神電気鉄道などに対して速達性をアピールするため「急行」の文字を入れたのも、これが初の事例であった。前者は、「軌道法に準拠して敷設されているのに、『鉄道』はおかしいのではないか」という鉄道省の指摘に対抗すべく、小林が考え出したもので、以後軌道法に基づいて建設された路線が、高速鉄道へ移行する際に活用されることとなる。

### 神戸線開業
1920年（大正9年）7月16日、紆余曲折がありながらも神戸線として、宝塚線の十三駅を起点に神戸駅（上筒井）に至る区間と、免許申請時の条件とされていた伊丹線が開業した。
神戸線のルートは既存の阪神本線や東海道本線より北側、山手沿いの人口過疎地域を直線的に少ない駅数で結ぶものとなり、同社の宝塚線や阪神電気鉄道の路線が集落を縫うようにカーブを多用し、多くの駅を設けたのとは対照的であった。また架線に関しても、それまでの直接吊架式ではなく、シンプルカテナリ吊架式を採用した。これらの選択は高速運転を可能にし、開業時は各駅停車ながら梅田駅 - 神戸（上筒井）駅間を50分と、阪神より12分の速達運転を行った。小林は開業時、新聞に「奇麗で早うて、ガラアキ、眺めの素敵によい涼しい電車」と路線の特徴を載せてアピールを行っている。
しかし小林自身が「ガラアキ」と認めたように、沿線が過疎である上、既存の2路線と競合する神戸線の乗客数はしばらく低迷した。宝塚線より圧倒的に乗客数が低い状態は昭和10年代まで続くが、そのために様々な集客のための努力が行われるようになる。
運行面ではまず1921年（大正10年）、電車の集電装置にパンタグラフを採用した。これは国産初のパンタグラフであった。これに伴い速度向上が可能となり、阪神間の所要時間を12月には40分へ短縮させている。また、新車の投入も宝塚線より優先して行われることになり、日本初の全鋼製車両となる600形が1926年（大正15年）に導入されている。
そして宝塚線の開業時と同様、沿線開発も進められた。六甲山開発、小林による学校誘致などのほか、住宅地開発に力が入れられた。住宅開発には、この頃になると阪急本体のみならず様々な民間業者も参入するようになっており、その結果六甲山麓や西宮七園などの高級住宅街が形成され、さらには阪神間モダニズムと呼ばれるような独自の文化生活圏も構築している。
箕有時代に免許を取得していた宝塚 - 西宮香櫨園間の路線については、終点を神戸線と接続する西宮北口駅へ変更した上で、1922年（大正11年）9月2日に西宝線として開業した。1926年（大正15年）12月18日には阪神本線と接続する今津駅まで延伸され、今津線と改称している。

### 梅田駅付近の変遷
神戸線の開業時、梅田駅（現・大阪梅田駅） - 十三駅間は宝塚線と線路を共用しており、さらには併用軌道も残存していた。また起点となる梅田駅にしても、当時地上を走っていた国鉄東海道本線を乗り越える形で、大阪駅の南側へ箕有時代に設けられた地上駅を、2面2線から3線へ拡張させただけで使用していた。
しかし、運転本数の増加により将来的には捌ききれなくなることが予想されたこと、それに阪神・国鉄との競合上、併用軌道を残したままでは高速化による対抗が困難であったことから、同区間の線路別複々線化・専用軌道化が決定された。1924年（大正13年）に新淀川橋梁の架け替えを行ったことからこの工事は始まり、1926年（大正15年）7月5日に完成する。これに伴い梅田は2面4線の高架駅となったが、地上の併用軌道区間に関しても、1949年（昭和24年）1月1日に休止となるまで北野線という支線扱いで、北野駅に至る区間までが残存した。さらにこの用地は北野線休止後の1959年（昭和34年）、京都線梅田乗り入れに伴う三複線化工事の際に活用されている。
なお1920年（大正9年）頃からは關一ら率いる大阪市、それに都市改良計画調査会により「将来的には、大阪市街における国鉄・私鉄線を高架線ないし地下線にし、市街を分断している線路・踏切を除去する」という内容の計画が持ち上がっており、それに伴い国鉄大阪駅も貨客を分離した上で、旅客専用の高架駅とする計画が立ち上がっていた。そうなると、高架駅として開設された梅田駅付近に関しては、再び地上線へ移す必要がある。そのため高架化に際し、駅の部分に関しては、すぐ撤去が可能なように鉄骨構造で造られていた。
その後1928年（昭和3年）、大阪駅の貨物扱いが新設された梅田（貨物）駅へ移行されると、高架化工事はいよいよ具体化し、1931年（昭和6年）6月には鉄道省（当時の国有鉄道運営組織）より阪急へ、梅田駅付近を地上線へ移行する要請が出された。しかし、その費用を「全額阪急が負担せよ」としたことから同社では反発し、以後2年余りこの件で省と揉めることとなった。結局、住民などからも早期に高架化を行うべく要請が出されたため、1933年（昭和8年）8月に一部費用を省が負担することで妥協が成立し、1934年（昭和9年）6月1日深夜に共同で工事を実施することとなった。
この切り替え工事は国鉄・阪急共に列車を長期間運休させず、正に「一夜」で実施することになっていた。阪急側では神戸線の運転を20時、宝塚線の運転を23時30分で打ち切り、600人を動員して0時までに軌道を撤去した。そして鉄道省側では1200人を動員し、前日までに準備されていた東海道本線・城東線（後の大阪環状線）の橋脚をはめ込んだ。さらには国鉄地上線の撤去、阪急地上駅への線路接続も行われたが、約5時間で作業は終了した。なおこの工事では、小林も自ら出向いて陣頭指揮を行っている。
地上駅への移行後、阪急は大規模な拡張工事を実施し、1936年（昭和11年）には7面8線という巨大なターミナル駅に成長した。なお、国鉄線を乗り越す部分に使われていた2つの橋脚は解体して保管され、1つは神戸線住吉川橋梁が1938年（昭和13年）の阪神大水害で流出した際、その代替として活用されている。
地上線から高架線へ上がる部分には1000分の30（30パーミル）の勾配ができ、ラッシュ時などには駅を発車する電車がノロノロと登っていく姿を見ることができた。また1959年（昭和34年）には京都線の乗り入れで9面9線となるものの、手狭であったことから京阪神急行電鉄時代の1970年（昭和45年） - 1972年（昭和47年）にかけ、東海道本線北側の現在地へ移転されている。

#### ターミナルデパート
阪急は神戸線開業から4か月後の1920年（大正11年）11月、自社の建設した梅田ビル1階に日用雑貨を扱う白木屋の出張所を入れ、同時に2階において直営で食堂の営業を開始した。これは、日本におけるターミナル・デパートの先駆とされている。
1925年（大正14年）には白木屋との契約終了に伴い、「阪急マーケット」として今度は直営でこれを営業することにした。しかし、なにぶん鉄道事業にしか関わったことの無いものによる運営であったことから、失敗も多くあったといわれている。
1929年（昭和4年）には、梅田駅ビルの改築に伴い前述した「阪急マーケット」を拡張する形で、直営のデパート・「阪急百貨店」が開店した（1947年に独立会社として分離する）。なお、開業に際しては百貨店経営のノウハウを身に付けるため、百貨店に関係した者をほとんど審査なしで採用したり、アメリカなど諸国のそれの視察をおこなったりしている。
これに関しては周囲から反対の声も強かったが、「素人だからこそ分かることもある」・「便利な場所なら暖簾なしで客が集まる」という小林の言もあり、大戦後の長期不況下にもかかわらず盛況を収めた。この鉄道事業者による百貨店経営は、後に東横百貨店や京阪デパートなど、他の私鉄でも採用されている。

### 三宮高架乗り入れ騒動
神戸線の敷設に際し、当初は市街地を離れた上筒井をターミナルとする予定はなく、三宮への乗り入れを計画していた。しかし、阪急が高架線での乗り入れを主張していたのに対し、神戸市では市街が分断されるとして地下化を主張、沿線住民による高架線反対運動もあって交渉が暗礁に乗り上げていたため、上筒井を暫定ターミナルとして開業させたのである。
神戸市では、同じく市街を地上線で通っていた東海道本線・阪神本線についても、地下線にするよう要請を出していた。このうち阪神については、市内に存在する併用軌道を高架化で解消しようと考えていたものの、市の要望に応じて地下線への計画変更を承諾した（1933年に実施）が、東海道本線については鉄道省が費用が倍になることを理由に難色を示し、結局1931年（昭和6年）に高架化が実施された。
阪急では東海道本線の既成事実も上げて粘り強く交渉を続け、神戸線開業から13年たった1933年（昭和8年）、ようやく三宮高架乗り入れに関して神戸市会の承諾を得ることができた。これに伴い工事が開始されることになる。
この頃になると東海道本線でも電化工事が進められ、1934年（昭和9年）7月の吹田駅 - 明石駅間電化完成時には、大阪駅 - 三ノ宮駅間を24分で走破する急行電車（関西急電）の運行が開始されていた。また、前述したように阪神でも併用軌道の解消による高速化が行われており、阪急としてもこれらへの対抗上、神戸のターミナル駅を市街地かつ交通の接点に移す必要があった。
1936年（昭和11年）4月1日、三宮に新設された神戸駅（1968年に三宮駅、2013年に神戸三宮駅に改称）への乗り入れを果たす。この時、駅全体を包むようにして神戸阪急ビルが建設され、1995年（平成7年）に阪神・淡路大震災で倒壊するまでの間、神戸における一つのシンボルとなった。
この三宮乗り入れに伴い、それまでの上筒井にあった旧：神戸駅は上筒井駅と改称し、1940年（昭和15年）5月20日に廃止されるまでの4年間、西灘駅（後の王子公園駅）との間を支線の上筒井線として単行の90形電車による折り返し運行が行われた。
また、神戸線では1930年（昭和5年）4月1日より専用車両の900形を用いて、全区間を30分で走る特急の運転が開始されていた（1934年7月に25分運転に短縮）が、この三宮乗り入れにより名実共に「阪神急行」として、省線の急行電車に対抗できる水準となった。その表定速度は78.0km/h、最高速度は95.0km/hで、表定速度は軌道法に属する路線としては最高、鉄道線を含めても阪和電気鉄道の超特急（阪和天王寺駅 - 阪和東和歌山駅間45分運転、表定速度81.6km/h）に次ぎ、日本第2位となる速さであった。

### 開業後の阪神電気鉄道との対立
神戸線敷設特許収得時の経緯から分かるとおり、阪神電気鉄道は自社線の並行路線となる阪神急行電鉄を快く思わなかった。その後、同社は阪神国道（国道2号）上を走る路面電車敷設が決定されると、さらなる競合を阻止すべく積極的な支援・介入を行っている（1927年に子会社の阪神国道電軌として開業、1928年に買収して阪神国道線とし、1975年に廃止）。
開業当初、阪神電気鉄道の専務は「山沿いを走る路線では採算が取れないだろう」と同情的なコメントを送ったりもしているが、同線の沿線開発が進むにつれて自社のテリトリーを犯す、強力なライバルであるという意識を有するようになった。
そのため客を逃すまいと、御影や神戸市街にあった併用軌道を解消して全線62分から35分へのスピードアップをしたほか、線形の面で不利な分を本数で補おうと、4分毎に急行・各停電車をそれぞれ走らせる頻発運転を行った。阪神ではこれを「待たずに乗れる阪神電車」としてアピールしている。また、一時は乗客にタオルや花を配ったり（阪急も呼応して同様のことをした）と、採算を無視したサービスもおこなった。
その他、第二阪神線として高規格別線敷設による複々線化さえも計画された。その一部は、現在の阪神なんば線として開業している。
当然ながら競争は阪神間直通客のみならず、沿線でも行われた。それは、両線が東海道本線を挟んで近接する西宮市・芦屋市・神戸市辺りにおいて特に顕著であった。その中には、いささか現代から見ると陰湿、あるいは子供じみたようなものも存在した。主なものを上げると、以下のようになる。

#### 西宮神社参拝客輸送
「えべっさん」として親しまれる西宮神社は、阪神の西宮駅が最寄り駅であった。当然、同社線が参拝客輸送の多くを担っていたわけであるが、阪急ではこの輸送に割り込むことを画策した。西宮市における神戸線の駅は、当時から西宮北口駅と夙川駅の2つしかなかったが、1月10日を挟んで3日間開催される十日戎の祭りに合わせ、両駅間に臨時駅（西宮戎駅）を設置、「戎さんへは阪急へ」と宣伝をおこなった。
しかし1月9日の宵戎の晩、臨時駅から神社へ向かう道の街灯が突如停電した。これによって乗客が迷惑を被った。この地域において配電事業を手がけていた阪神が、阪急への妨害を企んでおこなったことであった。
1942年（昭和17年）の配電統制令によって、日本発送電と9つの配電会社（戦後に現在の電力会社となる）へ現物出資を行い、電力事業者がそれらに統一されるまでの間、多くの電気鉄道会社では自社の発電所から作られる電気を周辺地域へ供給していた。これは戦前の電気鉄道運営においては重要な収益源であり、中には宮川電気（後の三重交通神都線、1961年全廃）のように電力会社が余剰電気を用いて電車の運営を行うという、全く逆の事例（大口の電力供給先確保が目的）もあった。

#### プロ野球球団と球場
小林は阪神急行電鉄発足前の1915年（大正4年）、学生野球（後の六大学野球）の人気や全国中等学校野球優勝大会（現：全国高等学校野球選手権大会）の開催を見て、さらなる野球の発展を見込み、日本においても職業野球（プロ野球）球団を設立する構想を描いた。日本初のプロ野球球団である日本運動協会が関東大震災の影響で1924年（大正13年）に解散した際には、これを引き取り「宝塚運動協会」として再結成させている。しかし、ライバルであった大毎野球団が解散したことで、1929年（昭和4年）に解散した。

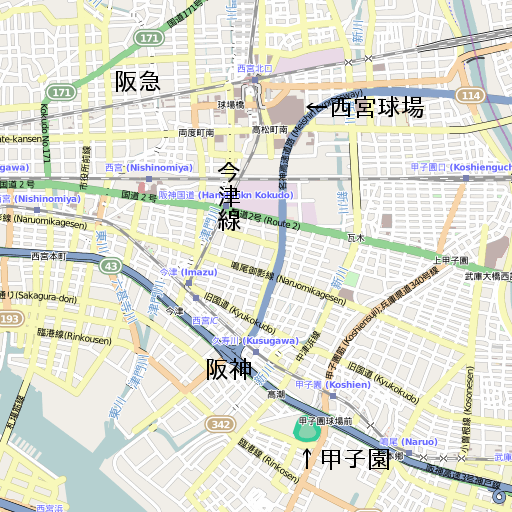
阪急西宮球場と阪神甲子園球場の位置関係

その後、阪神が西宮市南部に阪神甲子園球場を1924年（大正13年）に開設、そして大日本東京野球倶楽部（後の読売ジャイアンツ）設立を受け、三大都市圏における野球試合の開催を行う構想に乗り、1935年（昭和10年）に大阪タイガース（後の阪神タイガース）を設立すると、阪急でもこれに対抗して1936年（昭和11年）に宝塚球場を根拠地に「阪急職業野球団」（後の阪急ブレーブス→オリックス・バファローズ）を設立した。阪急はそれに飽き足らず、翌年には甲子園球場から2km足らずの至近距離、西宮北口駅のそばに阪急西宮球場を開設している。阪神タイガースの初代監督である森茂雄は、阪急への敗北も要因となって解任されている。
阪急が1988年（昭和63年）に球団経営から撤退した後、1991年（平成3年）から阪急西宮球場はフランチャイズ球場ではなくなった。その後2002年（平成14年）に閉鎖、2005年（平成17年）までに解体されている。

#### 六甲山開発
阪急は六甲山の観光開発を目的に、1930年（昭和5年）六甲登山架空索道（六甲ロープウェイ）を設立、1931年（昭和6年）9月より土橋 - 六甲山ホテル間でロープウェイの営業を開始する。
一方、阪神は1923年に六甲越有馬鉄道（後の神戸六甲鉄道）を設立し、1932年（昭和7年）（昭和7年）3月10日に土橋（現 : 六甲ケーブル下） - 六甲山（現 : 六甲山上）間へ索道と並行してケーブルカー（鋼索鉄道）を開業させた。
その後、前者が不要不急線として1944年（昭和19年）1月11日に撤去されるまでの間、客寄せで競ったといわれている。また、六甲山麓や頂上の開発でも競合が見られた。
（六甲山での開発競争は、六甲山#大正から戦前も参照）

#### 尼宝電鉄をめぐる対立
1922年（大正11年）に不動産開発を行っていた西宮土地が、阪神の出屋敷駅を起点として武庫川に並行し、伊丹市を経由して阪急にとって聖域ともいえた宝塚駅に至る鉄道路線の敷設計画を立てた。阪神はこの計画に便乗して、計画実施に必要な会社設立のための資金の半分に当たる額の出資を決意、1924年（大正13年）2月6日に宝塚尼崎電気鉄道（尼宝電鉄）を設立した。
阪急はこの計画の免許交付に対抗すべく、尼崎西宮宝塚循環電気鉄道と称し、今津線と伊丹線を延伸して宝塚駅 - 伊丹駅 - 塚口駅 - 阪神尼崎駅 - （西宮海岸） - 今津駅 - 西宮北口駅 - 宝塚駅という、環状線の敷設計画を早速立案し、特許申請を出す。阪神はこれに再対抗し、出屋敷駅 - （高洲・東浜） - 今津駅間の軌道敷設特許申請も提出した。
結局、阪急の尼崎駅 - 今津駅間を除いてすべてに特許は交付されたが、実際に建設されたのは尼崎海岸線と尼宝電鉄のみで、それも前者は大半、後者は全部が未成線と化した。尼宝電鉄の完成した路盤は、バス専用自動車道（→兵庫県道42号尼崎宝塚線）として転用された。
しかし阪神では、尼宝電鉄の路盤を用いたバス専用自動車道を活用し、子会社の阪神国道自動車（後に阪神へ統合、阪神電鉄バス（現・阪神バス）となる）によって、大阪梅田新道 - 宝塚間や東光寺 (西宮市)（門戸厄神）などに乗り入れるバスの運行を開始した。阪急はここで妨害をいれ、バス乗り場へ行けないようにバリケードを構築したり、道を細くして通行しにくくするなどの工作をおこなったといわれている。

#### トロリーバスと甲陽線
1922年（大正11年）、阪神は子会社として摂津電気自動車を設立し、西宮市西部の香櫨園駅より北上し、苦楽園の辺りに至るトロリーバス（無軌道電車）の敷設計画を立てた。
阪急では、この計画は自社線のテリトリーを侵すものとして反発、同年12月に急遽本来の予定に無かった、神戸線夙川駅より分岐して甲陽園駅に至る甲陽線の敷設認可を受け、1924年（大正13年）10月1日に開業させた。
その後、阪神のトロリーバス計画は具体化せず、1931年（昭和6年）には摂津電気自動車は解散した。なお戦後には阪神電鉄バスにより、甲陽線のエリアを周回するようなルートの西宮山手線が開設された（2006年より阪神バスへ移管）。

### 京阪電気鉄道の統合と分離

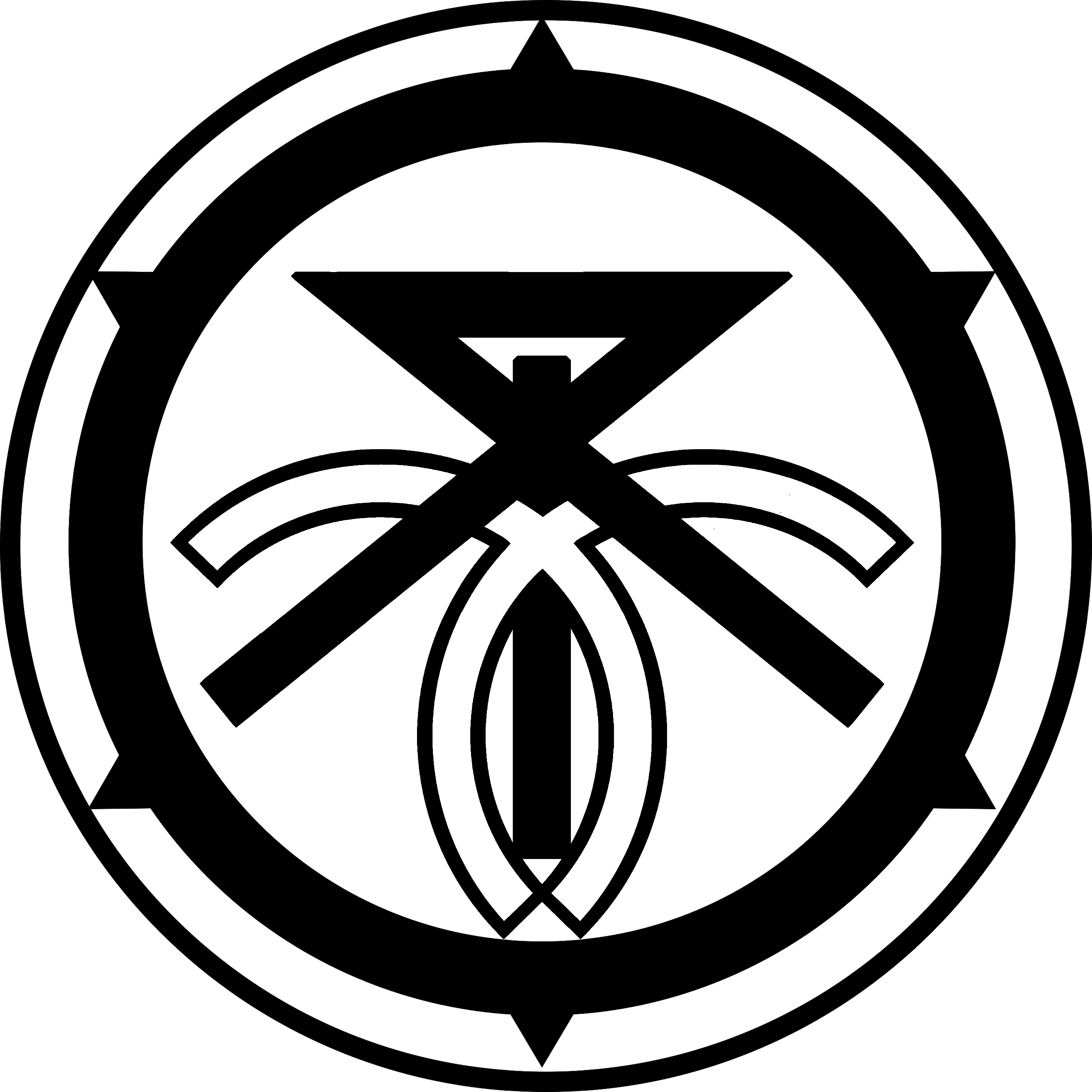
京阪神急行電鉄の社章

日中戦争 - 太平洋戦争（第二次世界大戦）の進展により、産業界でも戦時体制が強化され、1943年（昭和18年）には陸上交通事業調整法を根拠とし、阪神急行電鉄と京阪電気鉄道は対等合併することになった。
もともと、合併対象としては競合する阪神電気鉄道の方が妥当ではないかと見られていたが、阪神は沿線に軍需工場を有しており、さらに政財界へのパイプも太かったことから単独で残ることが可能と判断されたのに対し、一方で京阪は昭和初期に新京阪鉄道（現在の阪急京都本線・千里線・嵐山線を運営）・奈良電気鉄道（後の近鉄京都線を運営）・阪和電気鉄道（後のJR阪和線を運営）などへ過大な投資をし、その債務処理に長らく追われたことから経営基盤が弱いと判断され、結局阪急との統合に至ったといわれている。
この合併は形式的には京阪が解散し、阪急が京阪神急行電鉄と改称する形で実施された。京阪は合併後の社名を単に「京阪神電気鉄道」とすることを提案していたが、阪急側の意向で「急行」が残ったといわれている。なお、公式の略称は「京阪神」とされ、対外呼称として「京阪神急行」「京阪神急行電車」を用いていたが、実際にはほとんど定着せず、利用客は依然として「阪急」・「京阪」・「新京阪」（京阪の有する旧：新京阪鉄道の路線。合併時点では京阪の新京阪線と総称していた）などと呼んでいたといわれている。プロ野球の阪急軍も、京阪との合併期間中を通じて「阪急」の名称を改めることはなかった。
戦中戦後には資材不足による車両故障や破損、それに空襲の被害などで運行もままならない状態が続くが、そんな中で1944年（昭和19年）4月8日には、新京阪線の急行電車が十三駅より宝塚線を経由し、梅田駅に乗り入れる（戦争末期に空襲と事故の影響で一旦中断）などといった、両社の統合を象徴する出来事もあった。
その後、近畿日本鉄道や東京急行電鉄のように、戦中強制的に統合された鉄道会社の解体が行われることになり、京阪神急行でも旧：京阪サイドから分離の圧力が高まった。その際、完全に合併前の状態に戻すべきだという声も強かったが、結局は旧：阪急側の発言力が大きいことも影響し、新京阪線を残して分離することになった。当時の京阪神急行の太田垣士郎社長は、分離を正式決定した1949年（昭和24年）9月27日の臨時株主総会後に「淀川西岸の各線（新京阪線と旧：阪急各線）は日本国有鉄道（国鉄）との競合が大きく、高速化や新車投入などを積極的に行う必要があるのに対し、東岸の各線（京阪線・大津線）は観光輸送面での特色を発揮する必要があり、双方のためにもこの地域ブロックによる分離を行うのが妥当」という内容のコメントをしている。同じコメントの末尾では「京阪神急行電鉄としても、新会社をあくまで兄弟会社として育成する義務と責任を感じている次第である」とも述べている。
1949年12月1日に（新）京阪電気鉄道が分離発足し、京阪神急行電鉄は社名はそのままながら旧：新京阪線（この時京都線と改称）地域を含め、「阪急」と呼ばれるようになった。1973年（昭和48年）4月1日には定着した略称をそのまま正式社名に採用し、阪急電鉄と改称している。
なお、合併前の両社の系列にあったバス事業者（阪急側：阪神合同バス→阪急バス（1946年改称）、京阪側：京阪自動車（現・京阪バス））については統合の対象とならなかったため、両社の合併中も別会社であったが、京阪の再分離に伴い、1951年に京阪自動車の淀川西岸の路線が阪急バスに譲渡されている。